# 郭茂倩
郭茂倩（1041年—1099年），字德粲，宋代郓州须城（今山东省东平县）人，为莱州通判郭劝之孙，太常博士郭源明之子。祖籍太原，《四库全书总目》称《建炎以来繫年要录》载茂倩为“侍读学士郭褒之孙，源中之子，其仕履未详。本浑州须城人，此本题曰太原，盖署郡望也”。元丰七年（1084年）为河南府法曹参军。撰有《乐府诗集》一百卷，含有大量乐府诗，为研究乐府诗的重要著作，“徵引浩博，援据精审，宋以来考乐府者无能出其范围。”
宋徽宗元符二年（1099年），郭茂倩去世，享年五十九歲。

## 家世
- 祖父：郭勸
- 祖母：仁壽郡太君李氏
- 父亲：郭源明，字潛亮。
- 外公：李咸寧
- 大弟：郭茂恂，奉議郎
- 二弟：郭茂澤，承事郎
- 三弟：郭茂曾
- 小弟：郭茂雍